# 인어 공주 2
《인어 공주 2》(영어: The Little Mermaid II: Return To The Sea)는 미국에서 제작된 브라이언 스미스 감독의 2000년 애니메이션, 가족 영화이다.

## 줄거리
에리얼과 에릭은 결혼하여 멜로디라는 딸을 낳는다. 멜로디의 생일을 축하하기 위해 모인 선상 파티에 우르술라의 동생 모르가나가 난입하여 멜로디를 인질로 잡고 트라이튼의 삼지창을 빼앗으려고 한다. 다행히 멜로디도 무사히 구출되고 창을 빼앗기진 않았지만 딸의 안전이 걱정된 에리얼은 트라이튼과 바다에게 사실상 의절을 고하고 성과 바다 사이에 장벽을 쌓고 멜로디를 바다로 나가지 못하게 한다.
하지만 피는 못 속인다고 세월이 흘러 12살이 된 멜로디는 개구멍을 통해 몰래 바다에 나가 헤엄을 치고 돌아오는, 인어를 동경하는 소녀로 성장한다. 바다를 계속 탐험하면서 한 목걸이를 찾아 세바스찬과 스커틀에게 보여준다.
한편 추운 북극해에서 모르가나와 그녀의 부하 언더토는 멜로디를 감시하고 있었다. 멜로디가 목걸이를 발견한 걸 깨닫자, 모르가나는 이것이 완벽한 기회라고 말한다. 멜로디를 이용해 언니가 결코 할 수 없었던 일, 즉 모든 바다의 여왕이 되기로 결심한다.
세바스찬은 멜로디에게 육지로 돌아가라고 한다. 에리얼이 멜로디가 몰래 바다에서 수영하고 있다는 것을 알게되면 그 결과에 대해 경고한다. 그러나 멜로디는 바다에 대한 어머니의 증오를 이해하지 못하고 그녀가 어떻게 느끼는지 말해 줄 수 있기를 간절히 바라지만 에리얼이 결코 이해하지 못할 것이라고 말한다. 그러자 멜로디는 부모님이 계획하고있는 생일 파티에 대해 기억하고 성으로 돌아온다. 멜로디가 성 안으로 몰래 들어 오자 어떤 아이들 세 명을 만나지만 금방 떠난다. 하지만 떠나 자마자 아이들은 멜로디가 바다 생물들과 얘기할 수 있다는 것에 대해 이야기하기 시작한다. 멜로디는 그걸 몰래 듣고 슬퍼하면서 침실로 돌아간다.
에리얼은 성 밖에서 아버지를 그리워하면서, 아무도 모르게 발을 바다에 담근다. 그 때 멜로디가 그녀에게 무엇을 하고 있는지 묻자, 에리얼은 아무것도 안한다고 변명을 한다. 멜로디는 자신이 모은 조개 껍질을 숨기고 자신도 모르게 세바스찬이 옷을 입는 동안 몸에 묶는다.
에리얼은 멜로디가 파티에 준비할 수 있게 도와준다. 그러나 멜로디는 사람들이 자신을 비웃어서 참여하고 싶지 않았다. 그리고 창 밖을 보며 어머니에게 자신이 바다를 사랑한다고 말하려다가 에릭이 들어와 딸과 아내를 파티로 데리고 간다.
파티에서 멜로디는 한 왕자와 춤을 추다가, 세바스찬 때문에 모든 게 엉망이 되고 만다. 속상해하면서 방으로 뛰어가는 멜로디.
멜로디는 울면서 자신이 바다에서 찾은 목걸이를 바라본다. 딸을 위로해주는 에리얼. 그런데, 멜로디는 목걸이에 자기 이름이 새겨진 걸 깨닫는다. 에리얼은 멜로디가 목걸이를 찾은 걸 보고 바다에 나갔다는 걸 알게 된다. 에리얼은 바다에 나가면 안 된다는 걸 알면서 왜 나갔냐고 멜로디에게 묻고, 멜로디는 왜 내가 바다에 나가면 안되는지, 왜 목걸이에 내 이름이 새겨져 있는지 에리엘에게 묻지만, 에리얼은 멜로디의 질문에 대답해주지 않고 자신의 말을 어겼다는 것에 멜로디를 크게 혼낸다. 그러고는 바다는 위험한 곳이고 다시는 바다에 나가지 말라고 한다. 멜로디는 바다에 가 본 적도 없으면서 그걸 어떻게 아냐며 화내고 목걸이를 가지고 집을 나가버린다. 에리얼은 그동안 딸에게 진실을 숨긴것을 후회했으며, 멜로디에게 진실을 알려야겠다고 결심한다.
기회를 엿보던 모르가나는 언더토를 시켜 멜로디를 꾀어내고, 멜로디는 가오리 클록과 대거가 끄는 배를 타고 모르가나에게 간다. 모르가나는 멜로디를 인어로 만들어주어 환심을 사고, 트라이튼의 삼지창을 가져오면 영원히 인어가 되게 해주겠다고 유혹한다. 멜로디는 트라이튼이 자기 외할아버지인 줄도 모른 채 꼬임에 넘어가 버린다. 근데 우르슬라는 그냥 본인의 목소리만 원하고 조항을 지키지 않으면 어쩔 수 없지만 벌칙을 받아야한다는 식으로 교묘하게 삼지창 얘기는 빼돌렸다. 뭐 어차피 멜로디는 삼지창에 대한 정보가 하나도 없었겠지만... 이후 멜로디는 순진한 두 친구, 펭귄 팁과 물개 대쉬를 만나 둘의 도움으로 궁전으로 숨어들어 삼지창을 훔쳐낸다.
한편 멜로디가 없어지자 에리얼은 트라이튼의 마법으로 다시 인어가 되어 친구들과 딸을 찾아나서지만 멜로디가 삼지창을 훔쳐간 걸 깨닫는다. 멜로디는 삼지창을 모르가나에게 주려다가 에리얼이 막는다. 둘은 자신들의 인어 모습을 보자 깜짝 놀란다. 멜로디는 어머니가 인어였다는 걸 숨긴 것에 배신감을 느껴, 모르가나에게 삼지창을 줘버린다. 그러고는 본색을 드러내고 멜로디에게 트라이튼은 사실 네 외할아버지이고 넌 할아버지의 삼지창을 훔쳤다고 말하자, 멜로디는 뒤늦게 모르가나가 자신을 속였다는 걸 알게 된다.
모르가나는 멜로디를 동굴 속에 얼음벽을 세워 가두고 바다 한복판에서 다시 인간으로 되돌려버린 다음, 마법으로 모든 바다생물이 자기에게 머리를 숙이게 한다. 멜로디는 질식해 쓰러지지만 팁과 대쉬가 거대화된 언더토를 몰아 유리벽을 깨뜨린 덕에 구조된다. "바다생물이 아닌" 멜로디는 혼자 힘으로 모르가나에게 달려들어 삼지창을 빼앗는 데 성공하고, 이를 트라이튼에게 돌려주자 트라이튼은 삼지창으로 얼음 마법을 써서 모르가나를 완전히 냉동시켜 버린다. 결국 트라이튼한테 완전히 냉동된 모르가나는 자신이 있는 엄청 높은 얼음 기둥 위에서 떨어져 바닷속에 수장되어 얼음을 관 삼아 수장되고 만다.
그 후 인어들과 인간들은 성과 바다를 가르던 벽을 허물고 또다시 하나가 되었음을 선포한다.

## 성우진
| 배역          | 영어 성우          | 한국어 성우         |
| ------------- | ------------------ | ------------------- |
| 멜로디        | 타라 셰런도프      | 이선영 홍별님(노래) |
| 에리얼        | 조디 벤슨          | 김수경 방주란(노래) |
| 세바스찬      | 새뮤얼 E. 라이트   | 이봉준 송용태       |
| 모르가나      | 팻 캐럴            | 성선녀              |
| 스커틀        | 버디 해킷          | 장광                |
| 트라이튼 왕   | 케네스 마스        | 장승길              |
| 팁            | 맥스 카셀라        | 김익태 이성재(노래) |
| 대시          | 스티븐 퍼스트      | 김환진 조남희(노래) |
| 에릭          | 롭 폴슨            | 최원형              |
| 언더토        | 클랜시 브라운      | 이종구              |
| 플라운더      | 캠 클라크          | 이건주              |
| 주방장 루이   | 러네이 오베어전와  | 김재우              |
| 그림스비      | 케이 E. 쿠터       | 박태호              |
| 칼로타        | 이디 매클러그      | 김정희              |
| 클로크와 대거 | 디 브래들리 베이커 | ―                   |
| 맥스          | 프랭크 웰커        | ―                   |

## 기타
- 미술: 프레드 클린느